# Alfredo César Aguirre
Alfredo César Aguirre (Granada, 24 de abril de 1951) es un empresario y político conservador nicaragüense. De profesión ingeniero industrial, con una maestría en finanzas. Su vida ha estado ligada principalmente a los negocios y a la política.
Fue ministro de Reconstrucción Nacional y presidente del Banco Central de Nicaragua (1979-1982), después del derrocamiento de Anastasio Somoza Debayle, durante la administración de la Junta de Gobierno de Reconstrucción Nacional integrada por Violeta Chamorro, Alfonso Robelo, Moisés Hassan, Sergio Ramírez y Daniel Ortega. Fue Diputado y Presidente de la Asamblea Nacional (Parlamento) durante el Gobierno de Violeta Barrios de Chamorro (1990-1996).

## Biografía

### Orígenes familiares
Nació en Granada, el 24 de abril de 1951 y es el cuarto y menor de los hijos del matrimonio entre Alfredo César Chamorro y Rosita Aguirre Martínez.
Sus hermanos son Octaviano, Lucía y Marisol. Es de ancestros andaluces y vascos. Entre sus ancestros cabe mencionar a su tatarabuelo el General Lino César, ministro de Guerra, comandante de Masaya durante la guerra contra los filibusteros de William Walker en 1856, su bisabuelo Octaviano César Abaunza, Ministro de Hacienda del Gobierno Constitucional de Emiliano Chamorro (1917-1920) y su abuelo Octaviano César Chamorro, alcalde de Granada.
Integrantes de cinco generaciones de su familia paterna César-Chamorro han sido miembros del Partido Conservador (PC) de Nicaragua a partir de su fundación en 1851.
Es padre de cuatro hijos: Marta Cecilia, Alejandra, Alfredo y Sylvia María. Es abuelo de 5 nietos.[cita requerida]

### Primeros años
Cinco años después de su nacimiento, la familia César Aguirre se trasladó a vivir a Managua debido a la apertura de la Policlínica Nicaragüense, la cual fue fundada por su padre, que era médico y cirujano y otros médicos especialistas.

### Educación
Cursó la primaria y la secundaria en el Instituto Pedagógico de Managua (La Salle), recibiendo su título de Bachiller en Ciencias y Letras en enero de 1968.
Ingresó a la Universidad Centroamericana (UCA) a la carrera de Ingeniería Industrial donde cursó dos años y medio. Luego se transfirió a la Universidad de Texas en Austin donde completó su carrera en Ingeniería Industrial y de Sistemas en 1972.
En 1976 completó una Maestría en Finanzas en la Universidad Stanford. Durante su Maestría trabajó como profesor asistente. En el año 1993, se celebró los primeros 100 años de la universidad y un panel seleccionó a 500 de los 190,000 graduados durante esos años. Fue seleccionado dentro del grupo de "Líderes".

### Trayectoria política
Inició sus actividades políticas en 1977 haciendo oposición contra la dictadura de Somoza desde el sector privado. En septiembre de 1978 fue capturado y encarcelado en las celdas de la Oficina de Seguridad Nacional (OSN). Permaneció como prisionero político hasta diciembre de 1978, cuando salió libre bajo una amnistía decretada por presión de la OEA y la administración del presidente de Estados Unidos Jimmy Carter.
Salió a su primer exilio a Costa Rica donde se integró con los miembros de la Junta de Gobierno de Reconstrucción Nacional, quienes lo nombraron secretario de la misma. Voló junto a tres miembros de la Junta a Nicaragua, la noche del 17 de julio de 1979 (día en que Somoza abandonó Nicaragua) en un vuelo clandestino a León, la cual fue nombrada Capital Provisional.
El 20 de julio de 1979 asumió la organización del nuevo gobierno como Ministro-Secretario de la Junta. En noviembre del 79 fue trasladado al sector financiero, como Coordinador de la Renegociación de la Deuda Externa, Ministro de Reconstrucción Nacional y posteriormente como Presidente del Banco Central de Nicaragua, cargo al que renunció el 12 de mayo de 1982, por interferencias del gobierno en la política monetaria dictada por el Banco Central, lo que presagiaba un incremento importante de la inflación.
Salió a su segundo exilio a Costa Rica, donde trabajó por 5 años con la ONU, como Asesor Principal del Proyecto de Asistencia al Banco Central de Costa Rica en la Renegociación de la Deuda Externa, siendo nombrado por el presidente de ese país Luis Alberto Monge Álvarez.
En mayo de 1987 ingresó al Directorio de la Resistencia Nicaragüense, con el compromiso de buscar una solución política al conflicto armado. Diez meses después, en marzo de 1988, fue firmante de los Acuerdos de Paz de Sapoá, enmarcados en los  Acuerdos de Esquipulas II de los Presidentes Centroamericanos, que pusieron fin a la guerra civil en Nicaragua.
Regresó a su país en junio de 1989, después de 7 años de exilio, para integrarse a la Unión Nacional Opositora (UNO), en representación del Partido Social Demócrata. Durante la campaña fue Asesor Principal de Violeta de Chamorro, quien ganó la Presidencia de la República para el período 1990-1996. Fue elegido diputado y posteriormente presidente del parlamento (1991-1993).  También fue declarado huésped distinguido de Río de Janeiro, Madrid, Berlín y Tokio, cuyas llaves le fueron entregadas durante visitas oficiales realizadas como Presidente de la Asamblea Nacional de Nicaragua.<ref name="Foro">
En agosto de 1993 fue secuestrado por un Comando de exmilitares del Ejército Popular Sandinista, junto con otros dirigentes de la Unión Nacional Opositora (UNO) durante cinco días.[cita requerida] El objetivo del secuestro era obligarlo a cambiar la agenda legislativa de la UNO, que incluía la profesionalización del Ejército y la sustitución del Jefe del mismo cada cinco años.[cita requerida] El secuestro fracasó y al año siguiente se aprobó la Ley del Ejército de Nicaragua.
Compitió como candidato a la Presidencia de la República en las elecciones de 1996.
En enero de 1997 regresó a sus labores en el sector privado, al frente de su empresa de desarrollo inmobiliario.
En 1989 ingresó al Partido Social Demócrata (PSD) que se había formado diez años antes, con jóvenes que fueron miembros del Partido Conservador (PC), que compartían una visión de priorizar el desarrollo social a la par del desarrollo económico.[cita requerida]
Fue Secretario General del mismo y posteriormente Presidente, bajo el nombre de Partido Nacional Demócrata (PND), hasta la fusión con el Partido Conservador (PC) en el año 1998, después que el PC incorporó en su doctrina la economía social de mercado.[cita requerida]
Ha sido Asesor de la Junta Directiva, Vocal Nacional, Vicepresidente Nacional y Presidente Nacional del Partido Conservador (PC). También fue Presidente de la Fundación Gral. José Dolores Estrada, asociada al PC.[cita requerida]
En la Convención Nacional del Partido Conservador (PC) efectuada en Granada el 21 de abril de 2013, fue elegido por unanimidad como Presidente Nacional del partido. Preside una Junta Directiva Nacional de once (11) miembros, 5 de los cuales son mujeres y 3 jóvenes varones. Su primer acto como Presidente Nacional del Partido Conservador fue dirigirse al Cementerio de Granada, con la Junta Directiva Nacional, a depositar una ofrenda floral ante la tumba del Presidente Fundador del PC y Primer Presidente de la República de Nicaragua, Don Fruto Chamorro.[cita requerida]
En las elecciones generales del 6 de noviembre de 2016 fue elegido diputado nacional por el Partido Conservador (PC) por un periodo de cinco años. En esas elecciones el PC obtuvo la mayor cantidad de votos para Diputados Nacionales desde 1990 con 106,027.[cita requerida] Renunció a su escaño en diciembre de 2020, en protesta por la conducción antidemocrática de la Asamblea Nacional.

### Carrera empresarial
Después de graduarse de Ingeniero, trabajó en la Empresa Aguadora de Managua y posteriormente en el Ingenio San Antonio (la empresa privada más grande del país, dedicada al negocio de azúcar y ron), donde ocupó la Gerencia General a los 26 años de edad, siendo el más joven en la historia de más de 80 años de la empresa.
En Costa Rica organizó una empresa exportadora de carrocerías de automóviles de fibra de vidrio a Estados Unidos, la que vendió después de su regreso a Nicaragua.
En 1995 constituyó una empresa dedicada al negocio inmobiliario comercial, de viviendas y de turismo. Actualmente permanece al frente de la misma.
En 1998 fue demandado por una inversionista en uno de los desarrollos habitacionales de su empresa, lo que provocó la paralización de las obras de urbanización. Dos años después ganó el juicio y completó las obras pendientes. Actualmente es el residencial de mayor prestigio en Nicaragua.[cita requerida]
En el año 2000 organizó una empresa de servicios de Internet en los Estados Unidos,[¿cuál?] la que vendió unos años después.[cita requerida]
En 2006 fue elegido Presidente de la Cámara de Urbanizadores de Nicaragua (CADUR), una de 17 cámaras que integran el Consejo Superior de la Empresa Privada (COSEP).